# The White
The White è un EP del gruppo musicale Agalloch, pubblicato nel 2008, tramite l'etichetta Vendlus Records.
L'EP contiene 7 tracce, il cui genere spazia dal neofolk al dark ambient.

## Tracce
1. The Isle of Summer – 3:58
2. Birch Black – 2:40
3. Hollow Stone – 4:15
4. Pantheist – 7:17
5. Birch White – 3:44
6. Sowilo Rune – 5:40
7. Summerisle Reprise – 4:55